# Nati nel 1851
| Questa pagina contiene informazioni ricavate automaticamente dalle voci biografiche con l'ausilio del template Bio e di un bot. L'aggiornamento è periodico e automatico e ricostruisce completamente la pagina. Se manca una persona in questa lista, sei pregato di non aggiungerla, ma accertati piuttosto che la sua voce biografica contenga il template Bio e che i dati anagrafici siano correttamente compilati. Se il template Bio manca, inseriscilo tu stesso o, in alternativa, metti l'avviso {{tmp\|Bio}} che ne segnala la mancanza. Se i dati riportati sono sbagliati, correggi direttamente la voce biografica; le modifiche saranno visibili in questa lista entro pochi giorni. Per chiarimenti vedi il progetto biografie. La lista contiene solo le 500 persone che sono citate nell'enciclopedia e per le quali è stato implementato correttamente il template Bio. Pagina aggiornata al 10 ago 2025. |

## Gennaio(40)
- 1º gennaio - Auguste Donny, velista francese († 1916)
- 1º gennaio - Cesare Zocchi, scultore e medaglista italiano († 1922)
- 3 gennaio - Viggo Johansen, pittore danese († 1935)
- 4 gennaio - Bedrifelek Kadın, principessa († 1930)
- 5 gennaio - Pasquale Celommi, pittore italiano († 1928)
- 6 gennaio - Camillo Melzi D'Eril, sismologo e ingegnere italiano († 1929)
- 8 gennaio - Gérard Leman, generale belga († 1920)
- 9 gennaio - Giuseppe Gallignani, compositore, organista e direttore d'orchestra italiano († 1923)
- 9 gennaio - Rudolf von Brudermann, generale austro-ungarico († 1941)
- 10 gennaio - Victor Léonard Michiel, generale belga († 1918)
- 11 gennaio - Francesco Muscogiuri, scrittore italiano († 1919)
- 13 gennaio - Franz Friedrich Kohl, entomologo austriaco († 1924)
- 14 gennaio - Rainer Ludwig Claisen, chimico tedesco († 1930)
- 14 gennaio - Girolamo Ragusa Moleti, poeta, scrittore e giornalista italiano († 1917)
- 14 gennaio - Genesio Sampieri, fantino italiano († 1900)
- 15 gennaio - Martin Theodoor Houtsma, arabista, islamista e turcologo olandese († 1943)
- 15 gennaio - Alexander Moszkowski, scrittore e filosofo tedesco († 1934)
- 17 gennaio - Flavio Andò, attore teatrale italiano († 1915)
- 17 gennaio - Felice Borghese, imprenditore e politico italiano († 1933)
- 17 gennaio - James Cantlie, medico britannico († 1926)
- 17 gennaio - Alessandro Lisini, storico, politico e numismatico italiano († 1945)
- 18 gennaio - Albert Aublet, pittore francese († 1938)
- 18 gennaio - Heinrich Friedjung, storico austriaco († 1920)
- 19 gennaio - David Starr Jordan, naturalista statunitense († 1931)
- 19 gennaio - Jacobus C. Kapteyn, astronomo olandese († 1922)
- 21 gennaio - Giuseppe Allamano, presbitero italiano († 1926)
- 21 gennaio - Pietro Frugoni, generale italiano († 1940)
- 21 gennaio - Dante Tavanti, fantino italiano († 1901)
- 22 gennaio - Elisabeth Keyser, pittrice e illustratrice svedese († 1898)
- 23 gennaio - Alfredo Bertesi, politico e imprenditore italiano († 1923)
- 25 gennaio - Arne Garborg, scrittore norvegese († 1924)
- 25 gennaio - Adolfo Tommasi, pittore italiano († 1933)
- 27 gennaio - Valerio Massimo Bona, dirigente d'azienda italiano († 1898)
- 27 gennaio - Rafael Obligado, scrittore argentino († 1920)
- 28 gennaio - Pierre Carrier-Belleuse, pittore francese († 1932)
- 28 gennaio - Camillo Finocchiaro Aprile, politico e giurista italiano († 1916)
- 28 gennaio - Francisco Gomes Teixeira, matematico portoghese († 1933)
- 29 gennaio - Stanislao Falchi, compositore italiano († 1922)
- 30 gennaio - Jacob McGavock Dickinson, politico statunitense († 1928)
- 31 gennaio - Ernst Bessel Hagen, fisico tedesco († 1923)

## Febbraio(34)
- 1º febbraio - Jaume Ferran i Clua, batteriologo spagnolo († 1929)
- 2 febbraio - Raffaello Barbiera, giornalista e scrittore italiano († 1934)
- 2 febbraio - José Guadalupe Posada, incisore messicano († 1913)
- 3 febbraio - Lina Hähnle, attivista tedesca († 1941)
- 3 febbraio - Charles Adelle Lewis Totten, militare e scrittore statunitense († 1908)
- 6 febbraio - Bartolomeo Bezzi, pittore italiano († 1923)
- 7 febbraio - Hugo von Tschudi, storico austriaco († 1911)
- 9 febbraio - Doc Middleton, pistolero statunitense († 1913)
- 9 febbraio - Antonio D'Azevedo Maia, medico e docente portoghese († 1912)
- 9 febbraio - Daniel Scott Lamont, politico statunitense († 1905)
- 12 febbraio - Teresa Boetti Valvassura, attrice italiana († 1930)
- 12 febbraio - Eugen von Böhm-Bawerk, economista austriaco († 1914)
- 12 febbraio - Anna Nikolaevna Esipova, pianista russa († 1914)
- 12 febbraio - Enrico Carlo di Borbone-Parma, principe italiano († 1905)
- 13 febbraio - Eugen II Jaromir Czernin von und zu Chudenitz, nobile e politico boemo († 1925)
- 13 febbraio - George Brown Goode, zoologo statunitense († 1896)
- 14 febbraio - Jacobus Johannes Hartman, filologo e poeta olandese († 1924)
- 15 febbraio - Spiru Haret, astronomo, politico e matematico rumeno († 1912)
- 15 febbraio - Nicola Spada, politico italiano († 1930)
- 16 febbraio - Giovanni Prelli, generale italiano († 1919)
- 17 febbraio - Robert Bonnet, anatomista tedesco († 1921)
- 17 febbraio - Jules Röthlisberger, ingegnere svizzero († 1911)
- 17 febbraio - Alberto Viriglio, scrittore, poeta e giornalista italiano († 1913)
- 20 febbraio - Giuseppe Martino, magistrato e politico italiano († 1933)
- 21 febbraio - Karl Wilhelm Diefenbach, pittore tedesco († 1913)
- 22 febbraio - Emilio Gola, pittore e ingegnere italiano († 1923)
- 23 febbraio - Frederick Warde, attore teatrale e attore cinematografico britannico († 1935)
- 24 febbraio - Hermann Paasche, statistico e politico tedesco († 1925)
- 25 febbraio - Chris Madsen, militare e poliziotto danese († 1944)
- 26 febbraio - Paul Gautsch von Frankenthurn, politico e nobile austriaco († 1918)
- 26 febbraio - Giovanni Maria Pellizzari, vescovo cattolico italiano († 1920)
- 27 febbraio - James Churchward, scrittore britannico († 1936)
- 27 febbraio - Agostino Luigi Devoto, militare statunitense († 1923)
- 27 febbraio - Sof'ja Sergeevna Meščerskaja, nobildonna e filantropa russa († 1944)

## Marzo(50)
- 1º marzo - Jashwant Singh di Bharatpur, principe indiano († 1893)
- 1º marzo - Francesco Koristka, ottico e imprenditore boemo († 1933)
- 1º marzo - Arthur Henry Fitzroy Paget, generale, diplomatico e scrittore britannico († 1928)
- 1º marzo - Edward Ponsonby, VIII conte di Bessborough, storico britannico († 1920)
- 2 marzo - Franz von Liszt, giurista tedesco († 1919)
- 2 marzo - William Waldegrave, IX conte Waldegrave, nobile e politico inglese († 1930)
- 4 marzo - Giulio Musso, pittore italiano († 1915)
- 4 marzo - Alexandros Papadiamantis, scrittore greco († 1911)
- 5 marzo - Emmanuel Barbier, presbitero, saggista e giornalista francese († 1925)
- 5 marzo - Václav Brožík, pittore ceco († 1901)
- 8 marzo - İsmail Gaspıralı, letterato, editore e politico russo († 1914)
- 9 marzo - Angelo Lanzoni, ingegnere e imprenditore italiano († 1919)
- 10 marzo - Philip Mennell, giornalista e editore inglese († 1905)
- 10 marzo - Heinrich Wenck, architetto danese († 1936)
- 11 marzo - Alessandro Pomè, direttore d'orchestra, compositore e scrittore italiano († 1934)
- 11 marzo - Friedrich Vogt, filologo e germanista tedesco († 1923)
- 12 marzo - Charles Chamberland, microbiologo francese († 1908)
- 12 marzo - James Lang, calciatore scozzese († 1929)
- 12 marzo - Lamont Young, architetto e urbanista britannico († 1929)
- 13 marzo - George Newnes, editore e imprenditore inglese († 1910)
- 14 marzo - Alessandro Ferretti, ingegnere e agronomo italiano († 1930)
- 14 marzo - Paddy Ryan, pugile irlandese († 1900)
- 15 marzo - William M. Ramsay, archeologo scozzese († 1939)
- 15 marzo - Carolina Michaëlis de Vasconcellos, filologa, critica letteraria e lessicografa prussiana († 1925)
- 16 marzo - Martinus Willem Beijerinck, microbiologo e botanico olandese († 1931)
- 16 marzo - Maria Antonietta di Borbone-Due Sicilie, nobile italiana († 1938)
- 17 marzo - Gabriele Giovanni Mazza, imprenditore italiano († 1933)
- 18 marzo - Rose Coghlan, attrice britannica († 1932)
- 19 marzo - Luigi Acconci, medico italiano († 1900)
- 19 marzo - Adolfo Bartoli, fisico italiano († 1896)
- 19 marzo - Max Bastelberger, entomologo e medico tedesco († 1916)
- 19 marzo - Federico Francesco III di Meclemburgo-Schwerin, sovrano tedesco († 1897)
- 19 marzo - Léo-Paul Robert, pittore svizzero († 1923)
- 19 marzo - Pierre Xavier Emmanuel Ruffey, generale francese († 1928)
- 19 marzo - Roque Sáenz Peña, politico e avvocato argentino († 1914)
- 19 marzo - Vittorio Savorini, storico italiano († 1925)
- 19 marzo - Filippo Torrigiani, diplomatico e politico italiano († 1924)
- 20 marzo - Pietro Abbà Cornaglia, compositore italiano († 1894)
- 22 marzo - Samuel James Meltzer, fisiologo statunitense († 1920)
- 22 marzo - Giuseppe Nascimbeni, presbitero italiano († 1922)
- 23 marzo - Filippo Castracane degli Antelminelli, arcivescovo cattolico italiano († 1899)
- 24 marzo - Francis Bannerman VI, imprenditore statunitense († 1918)
- 24 marzo - Francis Elliot, diplomatico inglese († 1940)
- 24 marzo - Garrett P. Serviss, scrittore e giornalista statunitense († 1929)
- 27 marzo - Ruperto Chapí, compositore spagnolo († 1909)
- 27 marzo - Vincent d'Indy, compositore francese († 1931)
- 27 marzo - Matthew Makil, vescovo cattolico indiano († 1914)
- 27 marzo - Joseph Taylor, calciatore scozzese († 1888)
- 28 marzo - Carolina Invernizio, scrittrice italiana († 1916)
- 28 marzo - Bernardino Machado, politico e diplomatico portoghese († 1944)

## Aprile(37)
- 1º aprile - Bernardo III di Sassonia-Meiningen, nobile († 1928)
- 1º aprile - Jacques Bertillon, statistico francese († 1922)
- 1º aprile - Bruno von Mudra, generale tedesco († 1931)
- 2 aprile - Adol'f Davidovič Brodskij, violinista e insegnante russo († 1929)
- 2 aprile - Heinrich Hoeftman, medico tedesco († 1917)
- 3 aprile - Alberto della Valle, disegnatore, illustratore e fotografo italiano († 1928)
- 4 aprile - Alberto Crispo Cappai, generale italiano († 1940)
- 6 aprile - Guillaume Bigourdan, astronomo francese († 1932)
- 6 aprile - Raffaele Ragione, pittore italiano († 1925)
- 8 aprile - Carlotta Clerici, educatrice italiana († 1924)
- 9 aprile - Pietro Cella, militare italiano († 1896)
- 9 aprile - Arthur Wichmann, geologo e mineralogista tedesco († 1927)
- 10 aprile - Gennaro Granito Pignatelli di Belmonte, cardinale italiano († 1948)
- 10 aprile - Giulio Vaccaro, arcivescovo cattolico italiano († 1924)
- 11 aprile - Johannes Lehmann-Hohenberg, geologo tedesco († 1925)
- 12 aprile - Edward Walter Maunder, astronomo britannico († 1928)
- 13 aprile - Mansueto De Amicis, imprenditore e politico italiano († 1924)
- 13 aprile - William Quan Judge, filosofo e scrittore irlandese († 1896)
- 14 aprile - Adalbert Bezzenberger, filologo tedesco († 1922)
- 15 aprile - Auguste Dubail, generale francese († 1934)
- 16 aprile - Ernst Josephson, pittore svedese († 1906)
- 16 aprile - Samuel Widdowson, calciatore inglese († 1927)
- 17 aprile - Friedrich von Duhn, archeologo tedesco († 1930)
- 20 aprile - Eduardo Acevedo Díaz, scrittore uruguaiano († 1921)
- 20 aprile - Siegmund Lubin, produttore cinematografico tedesco († 1923)
- 20 aprile - Yamaha Torakusu, imprenditore giapponese († 1916)
- 21 aprile - Alexander Macfarlane, matematico scozzese († 1913)
- 22 aprile - Augusto Donati, avvocato italiano († 1903)
- 23 aprile - William Compton, V marchese di Northampton, politico inglese († 1913)
- 23 aprile - Carl Sofus Lumholtz, esploratore, etnologo e naturalista norvegese († 1922)
- 24 aprile - Morgan Earp, pistolero statunitense († 1882)
- 24 aprile - Angelo Valle, politico italiano († 1926)
- 25 aprile - René François Gautier, politico francese († 1936)
- 25 aprile - Gabriele Pincherle, magistrato e politico italiano († 1928)
- 26 aprile - Eugène Ferret, architetto francese († 1936)
- 28 aprile - Vital Aza, commediografo e giornalista spagnolo († 1912)
- 28 aprile - Pelham von Donop, calciatore inglese († 1921)

## Maggio(39)
- 1º maggio - Eberhard Nestle, biblista e orientalista tedesco († 1913)
- 2 maggio - Giuseppe Primoli, collezionista d'arte italiano († 1927)
- 3 maggio - Vittorio Marchi, medico e neuroscienziato italiano († 1908)
- 4 maggio - Thomas Dewing, pittore statunitense († 1938)
- 4 maggio - Heinrich Helferich, chirurgo tedesco († 1945)
- 5 maggio - Ermete Novelli, attore italiano († 1919)
- 5 maggio - Raffaele Ursini, pittore italiano († 1944)
- 6 maggio - Luigi Broggi, architetto e urbanista italiano († 1926)
- 6 maggio - Aristide Bruant, cantautore e cabarettista francese († 1925)
- 6 maggio - William Legge, VI conte di Dartmouth, politico inglese († 1936)
- 7 maggio - Adolf von Harnack, teologo e storico delle religioni tedesco († 1930)
- 7 maggio - Axel Harnack, matematico tedesco († 1888)
- 8 maggio - Elia Demirgibashian, scrittore, poeta e giornalista armeno († 1908)
- 8 maggio - Stanisław Witkiewicz, pittore, architetto e scrittore polacco († 1915)
- 9 maggio - Carlo De Stefani, geologo e paleontologo italiano († 1924)
- 11 maggio - Maria Teresa Nuzzo, religiosa e medico maltese († 1923)
- 12 maggio - Armando Armuzzi, sindacalista e politico italiano († 1930)
- 13 maggio - Horace Darwin, ingegnere inglese († 1928)
- 13 maggio - Laza Lazarević, scrittore, psichiatra e neurologo serbo († 1891)
- 13 maggio - Charles Harrison Townsend, architetto inglese († 1928)
- 15 maggio - Wilhelmine Ittenbach, pittrice e illustratrice tedesca († 1891)
- 15 maggio - Herbert Lawford, tennista, calciatore e enciclopedista britannico († 1925)
- 16 maggio - Johann Baptist von Anzer, vescovo cattolico e missionario tedesco († 1903)
- 17 maggio - Victor Bendix, compositore, pianista e direttore d'orchestra danese († 1926)
- 17 maggio - Aleksander Michałowski, pedagogo, pianista e compositore polacco († 1938)
- 18 maggio - James Budd, politico statunitense († 1908)
- 20 maggio - Emile Berliner, inventore tedesco († 1929)
- 20 maggio - Baldassarre Castiglioni, avvocato e politico italiano († 1938)
- 20 maggio - Rose Hawthorne Lathrop, religiosa statunitense († 1926)
- 21 maggio - Léon Bourgeois, politico francese († 1925)
- 22 maggio - Enrico dell'Acqua, imprenditore italiano († 1910)
- 22 maggio - Antonín Cyril Stojan, arcivescovo cattolico ceco († 1923)
- 23 maggio - George William Palmer, imprenditore e politico inglese († 1913)
- 25 maggio - Henri Boutet, disegnatore e incisore francese († 1919)
- 27 maggio - Karl Dehio, patologo tedesco († 1927)
- 29 maggio - Julius Leopold Pagel, medico tedesco († 1912)
- 29 maggio - Rodolphe Salis, impresario teatrale francese († 1897)
- 30 maggio - Benno Erdmann, filosofo e psicologo tedesco († 1921)
- 31 maggio - Ettore Sacchi, avvocato e politico italiano († 1924)

## Giugno(31)
- 1º giugno - Gaetano Falconi, imprenditore e politico italiano († 1925)
- 2 giugno - Paul Kraske, chirurgo tedesco († 1930)
- 3 giugno - Theodore Baker, musicologo e traduttore statunitense († 1934)
- 3 giugno - Wilhelm von Schoen, diplomatico tedesco († 1933)
- 6 giugno - Angelo Moriondo, inventore e imprenditore italiano († 1914)
- 6 giugno - Giulio Prinetti, imprenditore e politico italiano († 1908)
- 7 giugno - Mary Kelly, supercentenaria statunitense († 1964)
- 8 giugno - Francis Hepburn Chevallier-Boutell, ingegnere e dirigente sportivo inglese († 1937)
- 9 giugno - Carlo Giuseppe Bonaparte, politico, avvocato e funzionario francese († 1921)
- 9 giugno - Adolfo Engel, imprenditore, dirigente d'azienda e politico svizzero († 1913)
- 10 giugno - Peter Adler Alberti, politico danese († 1932)
- 11 giugno - Ogden Goelet, imprenditore statunitense († 1897)
- 11 giugno - Christian Rutenberg, botanico e esploratore tedesco († 1878)
- 11 giugno - Theodor von Scheve, scacchista tedesco († 1922)
- 11 giugno - Mary Augusta Ward, romanziera britannica († 1920)
- 12 giugno - Oliver Joseph Lodge, fisico britannico († 1940)
- 13 giugno - Anton Haus, ammiraglio austro-ungarico († 1917)
- 13 giugno - Luigi Nava, generale italiano († 1928)
- 13 giugno - Domenico Svampa, cardinale, principe e arcivescovo cattolico italiano († 1907)
- 14 giugno - Giovanni Pelli Fabbroni, imprenditore e politico italiano († 1935)
- 14 giugno - Jerzy Józef Elizeusz Szembek, arcivescovo cattolico polacco († 1905)
- 16 giugno - Georg Jellinek, giurista tedesco († 1911)
- 17 giugno - Florenzio Aliprindi, generale italiano († 1936)
- 17 giugno - Cesare Gamba, ingegnere, architetto e urbanista italiano († 1927)
- 17 giugno - Matteo Mazziotti, politico e storico italiano († 1928)
- 17 giugno - Karl Moritz Schumann, botanico tedesco († 1904)
- 19 giugno - Henry Bruce, II barone Aberdare, nobile e ufficiale inglese († 1929)
- 19 giugno - Fernand de Montessus de Ballore, geofisico francese († 1923)
- 21 giugno - Frederick Green, calciatore inglese († 1928)
- 26 giugno - Emilio Magistretti, pittore italiano († 1936)
- 26 giugno - Giacinto Satta, scrittore, artista e politico italiano († 1912)

## Luglio(37)
- 1º luglio - Sergej Michajlovič Kravčinskij, politico russo († 1895)
- 3 luglio - Hugo Fähndrich, scacchista austriaco († 1930)
- 5 luglio - William Brewster, ornitologo statunitense († 1919)
- 5 luglio - Annibale Maria Di Francia, presbitero italiano († 1927)
- 7 luglio - Louis Bonneau, generale francese († 1938)
- 7 luglio - Charles Albert Tindley, pastore metodista statunitense († 1933)
- 8 luglio - Arthur Evans, archeologo britannico († 1941)
- 9 luglio - Berthold Englisch, scacchista austriaco († 1897)
- 10 luglio - Friedrich Leo, filologo classico e latinista tedesco († 1914)
- 10 luglio - Friedrich von Wieser, economista e sociologo austriaco († 1926)
- 12 luglio - Juan Gualberto González, politico paraguaiano († 1912)
- 12 luglio - Elizabeth Phillips Hughes, educatrice britannica († 1925)
- 12 luglio - Gaston Legrand, tiratore a volo francese († 1905)
- 16 luglio - Mildred Lewis Rutherford, storica statunitense († 1928)
- 19 luglio - Fortunato Marazzi, generale, politico e scrittore italiano († 1921)
- 20 luglio - Arnold Pick, neurologo e psichiatra austro-ungarico († 1924)
- 20 luglio - Cromartie Sutherland-Leveson-Gower, IV duca di Sutherland, nobile britannico († 1913)
- 21 luglio - Sam Bass, criminale statunitense († 1878)
- 23 luglio - Antonin Carlès, scultore francese († 1919)
- 23 luglio - Peder Severin Krøyer, pittore danese († 1909)
- 24 luglio - Michail Pomorcev, militare, ingegnere e meteorologo russo († 1916)
- 24 luglio - Friedrich Schottky, matematico tedesco († 1935)
- 27 luglio - Guillermo Billinghurst, politico peruviano († 1915)
- 27 luglio - Edmondo Mayor des Planches, diplomatico e politico italiano († 1920)
- 27 luglio - Hannah de Rothschild, nobildonna britannica († 1890)
- 27 luglio - Johann von Zwehl, generale tedesco († 1926)
- 28 luglio - Theodor Lipps, filosofo e psicologo tedesco († 1914)
- 28 luglio - Cataldo Schiralli, magistrato e politico italiano († 1937)
- 29 luglio - Elizaveta Nikolaevna Koval'skaja, rivoluzionaria russa († 1943)
- 29 luglio - Abele Parente, ginecologo italiano († 1923)
- 30 luglio - Giovanni Battista De Negri, tenore italiano († 1924)
- 30 luglio - Giuseppe Magini, medico italiano († 1916)
- 30 luglio - Stanislao Medolago Albani, politico italiano († 1921)
- 30 luglio - Georgij Štakel'berg, generale russo († 1913)
- 31 luglio - Lucien Désiré Joseph Courchet, botanico francese († 1924)
- 31 luglio - Emilio De Marchi, scrittore, poeta e traduttore italiano († 1901)
- 31 luglio - Germain Nouveau, poeta e insegnante francese († 1920)

## Agosto(35)
- 3 agosto - George Francis FitzGerald, fisico irlandese († 1901)
- 3 agosto - Enrico Reinach, attore teatrale italiano († 1929)
- 4 agosto - Antonio Fiammazzo, filologo e insegnante italiano († 1937)
- 8 agosto - Jules Lagneau, insegnante e filosofo francese († 1894)
- 10 agosto - John Armoy Knox, scrittore e giornalista irlandese († 1906)
- 10 agosto - Mysterious Dave Mather, pistolero statunitense
- 12 agosto - Aloïs Boudry, pittore belga († 1938)
- 12 agosto - Edhem Pascià, militare ottomano († 1909)
- 13 agosto - John Clem, generale statunitense († 1937)
- 13 agosto - Jack Hunter, calciatore inglese († 1903)
- 14 agosto - Paul Duproix, scrittore svizzero († 1912)
- 14 agosto - Doc Holliday, pistolero statunitense († 1887)
- 15 agosto - Émile van Ermengem, batteriologo e microbiologo belga († 1932)
- 15 agosto - Vincenzo Ricci, ingegnere e politico italiano († 1912)
- 16 agosto - Gerald FitzGerald, V duca di Leinster, nobile irlandese († 1893)
- 19 agosto - Demetrio Paernio, scultore italiano († 1914)
- 19 agosto - Frans Schollaert, politico belga († 1917)
- 19 agosto - Homer Taylor, arciere statunitense († 1933)
- 20 agosto - Abraham Berge, politico norvegese († 1936)
- 20 agosto - Ruthven Deane, ornitologo statunitense († 1934)
- 21 agosto - Filippo Cavallini, avvocato, politico e imprenditore italiano († 1932)
- 22 agosto - Victor Ehrenberg, giurista tedesco († 1929)
- 23 agosto - Alois Jirásek, scrittore e politico ceco († 1930)
- 24 agosto - Leone Viale, politico italiano († 1918)
- 25 agosto - Alessandro di Orange-Nassau, principe olandese († 1884)
- 25 agosto - Antonio Marinuzzi, storico e politico italiano († 1917)
- 26 agosto - Émile Boirac, psicologo, filosofo e esperantista francese († 1917)
- 26 agosto - Emanuele Alberto Guerrieri di Mirafiori, conte († 1894)
- 28 agosto - Frank Hagar Bigelow, meteorologo statunitense († 1924)
- 28 agosto - Giselda Fojanesi, scrittrice italiana († 1946)
- 28 agosto - Giuseppe Maria Pisani, pittore italiano († 1923)
- 29 agosto - Savina Petrilli, religiosa italiana († 1923)
- 29 agosto - Andrej Ivanovič Željabov, rivoluzionario russo († 1881)
- 30 agosto - William Crary Brownell, critico letterario statunitense († 1928)
- 31 agosto - Robert Emmet Odlum, nuotatore statunitense († 1885)

## Settembre(32)
- 2 settembre - Richard Voss, scrittore tedesco († 1918)
- 3 settembre - Ol'ga Konstantinovna Romanova, nobile russa († 1926)
- 3 settembre - Domenico Zaccagna, geologo e mineralogista italiano († 1940)
- 4 settembre - Hans Chiari, patologo austriaco († 1916)
- 6 settembre - Alfonso Maria Palanza, botanico italiano († 1899)
- 6 settembre - Heinrich Wilhelm Pelizaeus, banchiere tedesco († 1930)
- 7 settembre - Edward Asahel Birge, docente statunitense († 1950)
- 8 settembre - Maksim Maksimovič Kovalevskij, storico, sociologo e politico russo († 1916)
- 9 settembre - Mabel Collins, scrittrice inglese († 1927)
- 11 settembre - Enrico Arlotta, politico italiano († 1933)
- 12 settembre - Carlo Borghi, poeta, scrittore e giornalista italiano († 1883)
- 12 settembre - Arthur Schuster, fisico tedesco († 1934)
- 13 settembre - Walter Reed, medico, ufficiale e batteriologo statunitense († 1902)
- 14 settembre - Octave Uzanne, giornalista e editore francese († 1931)
- 15 settembre - Oskar von Kirchner, botanico tedesco († 1925)
- 16 settembre - Guido Carocci, storico italiano († 1916)
- 16 settembre - Emilia Pardo Bazán, scrittrice, giornalista e saggista spagnola († 1921)
- 17 settembre - Thomas Hughes, insegnante, crickettista e calciatore inglese († 1940)
- 19 settembre - Ivan Hribar, banchiere, politico e diplomatico sloveno († 1941)
- 19 settembre - Joseph Harvey Riley, ornitologo statunitense († 1941)
- 20 settembre - Henry Arthur Jones, drammaturgo inglese († 1929)
- 20 settembre - Henry Stephens Salt, attivista, saggista e docente inglese († 1939)
- 21 settembre - Susan Macdowell Eakins, pittrice e fotografa statunitense († 1938)
- 21 settembre - Giovanni Marradi, poeta e scrittore italiano († 1922)
- 21 settembre - John Henry Tilden, medico statunitense († 1940)
- 22 settembre - Demetrio Cosola, pittore italiano († 1895)
- 22 settembre - Antoine Alfred Agénor de Gramont, XI Duca di Gramont, nobile francese († 1925)
- 24 settembre - Enrico Nordio, architetto italiano († 1923)
- 25 settembre - Alfonso Doria Pamphili Landi, nobile e politico italiano († 1914)
- 27 settembre - Giuseppe Cambiaghi, imprenditore italiano († 1925)
- 29 settembre - Auguste Hohenschild, contralto e insegnante tedesca († 1938)
- 30 settembre - Carlo Anadone, fotografo italiano († 1941)

## Ottobre(29)
- 2 ottobre - Ferdinand Foch, generale francese († 1929)
- 2 ottobre - Francesco Paolo Michetti, pittore, fotografo e politico italiano († 1929)
- 4 ottobre - Adolfo Brunicardi, ingegnere, giornalista e politico italiano († 1924)
- 4 ottobre - Enrico Pini, avvocato, dirigente d'azienda e politico italiano († 1928)
- 5 ottobre - Thomas Pollock Anshutz, pittore statunitense († 1912)
- 5 ottobre - Francesco Guicciardini, politico italiano († 1915)
- 7 ottobre - Alexander Bonsor, calciatore inglese († 1907)
- 8 ottobre - Solone Ambrosoli, numismatico italiano († 1906)
- 9 ottobre - Arturo Colautti, giornalista, scrittore e librettista italiano († 1914)
- 10 ottobre - William R. Nicoll, presbitero, giornalista e scrittore britannico († 1923)
- 12 ottobre - Simon Rutar, storico e geografo sloveno († 1903)
- 12 ottobre - Conrad Wahn, architetto tedesco († 1927)
- 13 ottobre - Edoardo Daneo, politico e avvocato italiano († 1922)
- 13 ottobre - Ignazio Marsengo-Bastia, magistrato e politico italiano († 1910)
- 13 ottobre - Angelo Pezzaglia, attore italiano († 1915)
- 13 ottobre - Charles Sprague Pearce, pittore statunitense († 1914)
- 13 ottobre - Ryōkichi Yatabe, botanico giapponese († 1899)
- 15 ottobre - Ambrogio Bazzero, scrittore, poeta e drammaturgo italiano († 1882)
- 15 ottobre - Vittore Grubicy de Dragon, pittore, incisore e critico d'arte italiano († 1920)
- 15 ottobre - George Foot Moore, storico e teologo statunitense († 1931)
- 17 ottobre - Reginald Courtenay Welch, calciatore inglese († 1939)
- 18 ottobre - Pietro Ponzo, agricoltore italiano († 1921)
- 18 ottobre - Jacopo Vittorelli, prefetto e politico italiano († 1918)
- 21 ottobre - James Weir, calciatore scozzese († 1887)
- 24 ottobre - Giuseppina Pasqua, mezzosoprano e contralto italiano († 1930)
- 28 ottobre - Aleksandr Aleksandrovič Bunge, zoologo e esploratore russo († 1930)
- 30 ottobre - Leonhard Hess Stejneger, zoologo norvegese († 1943)
- 31 ottobre - Alfred III di Windisch-Grätz, politico, archeologo e storico austriaco († 1927)
- 31 ottobre - Luisa di Svezia, regina svedese († 1926)

## Novembre(38)
- 1º novembre - Élisabeth Dmitrieff, rivoluzionaria russa
- 1º novembre - André Wormser, compositore e banchiere francese († 1926)
- 4 novembre - Giuseppe Licata, medico e politico italiano († 1906)
- 5 novembre - Charles Dupuy, politico francese († 1923)
- 5 novembre - Edward Robert Hughes, pittore inglese († 1914)
- 5 novembre - Emile Pierre Ratez, violista e compositore francese († 1934)
- 5 novembre - Rudolf Smend, teologo tedesco († 1913)
- 5 novembre - Benjamin B. Warfield, teologo statunitense († 1921)
- 6 novembre - Giovanni Auteri Berretta, avvocato e politico italiano († 1929)
- 6 novembre - Charles Dow, giornalista statunitense († 1902)
- 9 novembre - Enrico Chiaradia, scultore italiano († 1901)
- 10 novembre - Richard Armstedt, filologo, insegnante e storico tedesco († 1931)
- 10 novembre - José María Yermo y Parres, presbitero messicano († 1904)
- 14 novembre - Dora Schoonmaker, educatrice e missionaria statunitense († 1934)
- 16 novembre - Minnie Hauk, soprano statunitense († 1929)
- 16 novembre - William Morrow, calciatore nordirlandese († 1922)
- 17 novembre - Dmitrij Borisovič Golicyn, generale russo († 1920)
- 17 novembre - Myeongseong di Corea, regina coreana († 1895)
- 17 novembre - Arthur Somerset, nobile britannico († 1926)
- 18 novembre - Henry Céard, scrittore e drammaturgo francese († 1924)
- 18 novembre - Raffaele Garofalo, magistrato, giurista e criminologo italiano († 1934)
- 18 novembre - Robert John Wynne, politico statunitense († 1922)
- 20 novembre - Margherita di Savoia, regina († 1926)
- 21 novembre - Désiré-Joseph Mercier, cardinale, arcivescovo cattolico e filosofo belga († 1926)
- 21 novembre - Leslie Ward, pittore inglese († 1922)
- 23 novembre - Camille Barrère, diplomatico francese († 1940)
- 23 novembre - Jonas Basanavičius, attivista, medico e politico lituano († 1927)
- 24 novembre - T. O'Conor Sloane, curatore editoriale statunitense († 1940)
- 25 novembre - Émile Châtelain, latinista e paleografo francese († 1933)
- 27 novembre - Friedrich Bertram Sixt von Armin, generale tedesco († 1936)
- 27 novembre - Giovanni Battista Castagneto, pittore italiano († 1900)
- 27 novembre - Ferruccio Vivanti, imprenditore italiano († 1906)
- 28 novembre - Albert Grey, IV conte Grey, politico inglese († 1917)
- 28 novembre - Philip A. Herfort, violinista e direttore d'orchestra tedesco († 1920)
- 29 novembre - Andrea Costa, politico italiano († 1910)
- 29 novembre - Carlo Ginori, imprenditore e politico italiano († 1905)
- 30 novembre - Felice Bisleri, patriota, chimico e imprenditore italiano († 1921)
- 30 novembre - Gerolamo Rovetta, scrittore e drammaturgo italiano († 1910)

## Dicembre(46)
- 2 dicembre - Maria Virginia Fabroni, poetessa italiana († 1878)
- 2 dicembre - Georges Rouy, botanico francese († 1924)
- 5 dicembre - Seniha Sultan, principessa ottomana († 1931)
- 6 dicembre - Gioacchino Bastogi, imprenditore e politico italiano († 1919)
- 6 dicembre - Carlo Cornaggia Medici Castiglioni, nobile e politico italiano († 1935)
- 8 dicembre - Émile Schuffenecker, pittore francese († 1934)
- 10 dicembre - Melvil Dewey, bibliotecario statunitense († 1931)
- 10 dicembre - Joseph C. J. Wainwright, compositore di scacchi statunitense († 1921)
- 12 dicembre - Arthur Heygate Mackmurdo, architetto e designer inglese († 1942)
- 15 dicembre - Eduard Baron von der Ropp, arcivescovo cattolico tedesco († 1939)
- 15 dicembre - Felix von Hartmann, cardinale e arcivescovo cattolico tedesco († 1919)
- 16 dicembre - James Fortescue Flannery, ingegnere e politico britannico († 1943)
- 16 dicembre - Roman Potocki, nobile e politico polacco († 1915)
- 16 dicembre - Ignaz Verdroß von Droßberg, generale austro-ungarico († 1931)
- 16 dicembre - Theo de Meester, politico olandese († 1919)
- 17 dicembre - Otto Schott, chimico e imprenditore tedesco († 1935)
- 17 dicembre - Marama Teururai, nobile († 1909)
- 18 dicembre - Charles Maries, botanico inglese († 1902)
- 20 dicembre - Isabella di Borbone-Spagna, nobile spagnola († 1931)
- 20 dicembre - Guido Cora, geografo e cartografo italiano († 1917)
- 20 dicembre - Jules Desbois, scultore e medaglista francese († 1935)
- 20 dicembre - Thérèse Schwartze, pittrice olandese († 1918)
- 20 dicembre - Knut Wicksell, economista svedese († 1926)
- 21 dicembre - Arpiar Arpiaryan, scrittore e giornalista armeno († 1908)
- 21 dicembre - Carlo Cattanei, pianista e compositore italiano († 1933)
- 21 dicembre - Alice Dixon Le Plongeon, fotografa e scrittrice britannica († 1910)
- 21 dicembre - Edward Lawrence Levy, sollevatore, insegnante e scrittore britannico († 1932)
- 21 dicembre - Paul Séjourné, ingegnere francese († 1939)
- 22 dicembre - Louis Napoléon Murat, cavaliere francese († 1912)
- 22 dicembre - Giuseppe Poloni, fisico italiano († 1887)
- 22 dicembre - Paul Wilhelm Schmiedel, teologo tedesco († 1935)
- 23 dicembre - Vito Fazzi, medico e politico italiano († 1918)
- 24 dicembre - Édouard de Castelnau, generale francese († 1944)
- 24 dicembre - Celso Pellizzari, medico italiano († 1925)
- 25 dicembre - James J. Thomson, calciatore scozzese († 1915)
- 26 dicembre - Melchior Treub, botanico olandese († 1910)
- 27 dicembre - Charles Girault, architetto francese († 1932)
- 27 dicembre - Max Judd, scacchista statunitense († 1906)
- 28 dicembre - Joseph M. Brown, politico statunitense († 1932)
- 28 dicembre - Giovanni Feneziani, scultore e decoratore italiano († 1931)
- 29 dicembre - Luigi Legnani, scultore e pittore italiano († 1910)
- 30 dicembre - Asa Griggs Candler, imprenditore statunitense († 1929)
- 31 dicembre - Emil Ábrányi, poeta, giornalista e critico letterario ungherese († 1920)
- 31 dicembre - Ernst Betche, botanico tedesco († 1913)
- 31 dicembre - Charles Chubb, ornitologo britannico († 1924)
- 31 dicembre - Filippo Silvestro Giulianotti, scultore italiano († 1903)

## Senza giorno specificato(52)
- Ahmed Cevat Şakir Pascià, militare e politico ottomano († 1900)
- Giuseppe Albertotti, medico italiano († 1936)
- Emma Ivon, attrice teatrale e scrittrice italiana († 1899)
- Antoni Amatller, imprenditore, collezionista d'arte e fotografo spagnolo († 1910)
- Avlonyalı Mehmed Ferid Pascià, politico ottomano († 1914)
- Giuseppe Baccini, storico italiano († 1922)
- Giuseppe Beltrone, pittore italiano († 1922)
- Waldemar Christofer Brøgger, geologo norvegese († 1940)
- Cristóbal Cascante, architetto spagnolo († 1889)
- Luigi Cesana, giornalista e editore italiano († 1932)
- Jose Chavez y Chavez, pistolero statunitense († 1924)
- George C. Cox, fotografo statunitense († 1903)
- Yisroel Chaim Daiches, rabbino e religioso lituano († 1937)
- Julien Dupré, pittore francese († 1910)
- Giovanni Enrico, ingegnere italiano († 1909)
- Elizaveta Fëdorovna Ermolaeva, rivoluzionaria russa
- Luis Ricardo Falero, pittore spagnolo († 1896)
- William Fawcett, botanico inglese († 1926)
- Pasquale Nerino Ferri, storico dell'arte italiano († 1917)
- Siegmund Gabriel, chimico tedesco († 1924)
- Bernardo Gentile Cusa, architetto e ingegnere italiano († 1908)
- Habte Giyorgis, politico etiope († 1927)
- Mikolaj Habdank Kruszewski, linguista polacco († 1887)
- Martin Hartmann, orientalista tedesco († 1918)
- Marie Heilbron, soprano belga († 1886)
- Pierre Henri Hugoniot, ingegnere francese († 1887)
- Nikolaos Kalogeropoulos, politico greco († 1927)
- Spyridōn Lampros, politico greco († 1919)
- Julius Langbehn, storico dell'arte e filosofo tedesco († 1907)
- Giovanna Limido, danzatrice italiana († 1890)
- William Lloyd, attore inglese († 1928)
- Ma Weiqi, insegnante cinese († 1886)
- Makarij, religioso russo († 1917)
- Ugo Manaresi, pittore italiano († 1917)
- Auguste Manga Ndoumbe, politico camerunese († 1908)
- Rosina Mantovani Gutti, pittrice italiana († 1943)
- Giovanni Meritani, politico italiano († 1932)
- Choley Yeshe Ngodub, bhutanese († 1917)
- Luciano Nicoletti, italiano († 1905)
- Lucy Parsons, sindacalista statunitense († 1942)
- Thomas Perrott, generale britannico († 1919)
- Alberto Pestalozza, compositore italiano († 1934)
- Antonino Rocchetti Torres, pittore italiano († 1934)
- Martin Röder, compositore tedesco († 1895)
- Konstancja Skirmuntt, storica e attivista polacca († 1934)
- Jerônimo José Telles Júnior, pittore, disegnatore e politico brasiliano († 1914)
- Tancredi Tibaldi, saggista e scrittore italiano († 1916)
- Giuseppe Augusto Tuccimei, scienziato italiano († 1915)
- Bedros Turian, poeta, drammaturgo e attore teatrale armeno († 1872)
- Georg Karl Wichura, generale tedesco († 1923)
- Butti bin Sohail Al Maktum, sovrano emiratino († 1912)
- Jacques-Arsène d'Arsonval, biofisico e fisiologo francese († 1940)